# کایل ریچاردز
کایل ایگان ریچاردز (انگلیسی: Kyle Egan Richards؛ زادهٔ ۱۱ ژانویهٔ ۱۹۶۹) یک هنرپیشه اهل ایالات متحده آمریکا است. وی از سال ۱۹۷۴ میلادی تاکنون مشغول فعالیت بوده‌است.

## گزیده فیلمشناسی
از فیلم‌ها یا برنامه‌های تلویزیونی که وی در آن نقش داشته‌است می‌توان به آثار زیر اشاره کرد :
- خانه کوچک (۱۹۷۵–۱۹۸۲) ۱۹ قسمت
- هالووین (۱۹۷۸)
- هالووین ۲ (۱۹۸۱)
- بخش فوریت‌های پزشکی (۱۹۹۸–۲۰۰۶) ۲۱ قسمت
- بورلی هیلز، ۹۰۲۱۰ (۱۹۹۹)
- سی‌اس‌آی (۲۰۱۲)
- روزهای زندگی ما (۲۰۱۳) ۳ قسمت
- جی.یو.وای. (۲۰۱۴)
- پابه‌پای خانواده کارداشیان (۲۰۱۶)

## نگارخانه

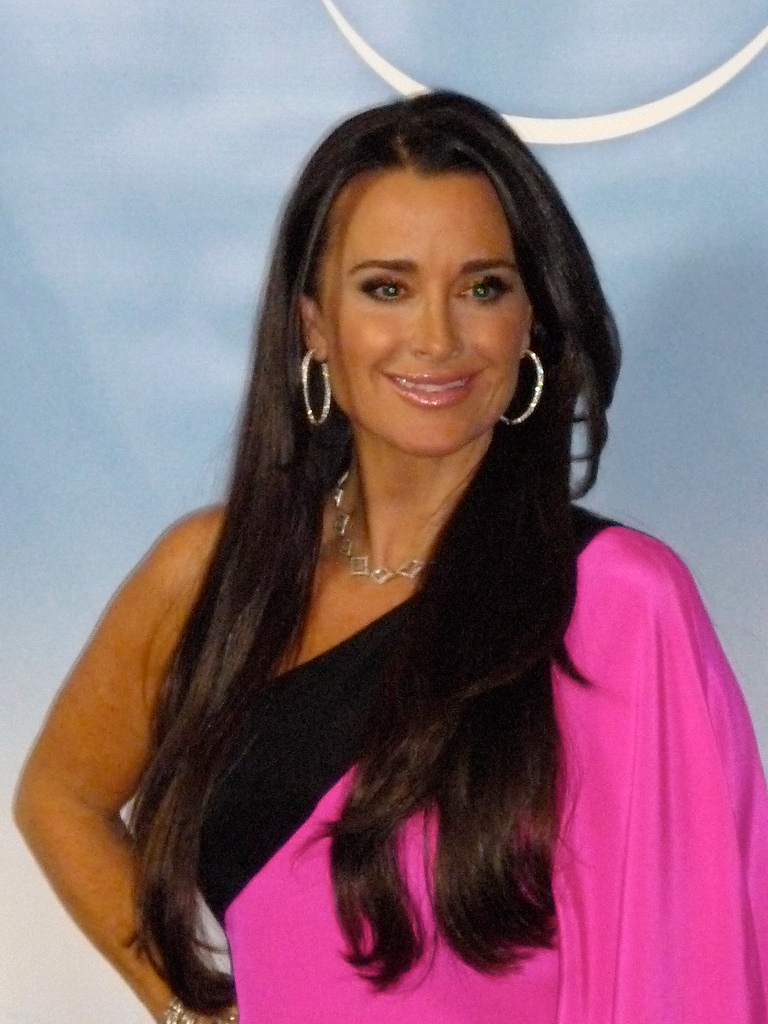